# Тейлор, Дэвид (снукерист)
Дэ́вид Те́йлор (англ. David Taylor, род. 29 июля 1943 года) — английский бывший профессиональный игрок в снукер. Получил прозвище «Серебряный Лис» за серый цвет волос.

## Карьера
Дэвид выиграл любительские чемпионаты мира и Англии в 1968 году, что позволило ему стать профессионалом и попасть в мэйн-тур. Хотя Тейлор был великолепным снукеристом, он никогда не добивался больших успехов. Он трижды играл в финалах крупных турниров, но ни разу не побеждал. Первой попыткой был чемпионат Британии 1978 года, где он проиграл Дугу Маунтджою 9:15. Затем, в 1981-м он уступил Стиву Дэвису 6:9 на British Open и в 1982-м Тони Ноулзу на Jameson International с таким же счётом. Лучшим достижением Тейлора на чемпионате мира стал полуфинал турнира 1980 года, где он уступил Клиффу Торбурну 7:16. В четвертьфинале того же чемпионата он победил первого номера мирового рейтинга и 6-кратного победителя первенства Рэя Риардона 13:11. Единственная победа Тейлора относится к командному соревнованию State Express World Team Classic, когда он стал победителем в составе английской команды. Дэвид на протяжении 10 лет (с 1976 до 1986 года был числе лучших 16 снукеристов мира, а в 1981-82 годах занимал 7-ю строчку рейтинга. Последнее телевизионное выступление Тейлора относится к чемпионату мира 1990 года, когда 47-летний Дэвид уступил будущему финалисту Джимми Уайту 6:10.

## Личная жизнь
- Дэвид Тейлор живёт недалеко от Данхэма (графство Чешир).
- Тейлор был одним из комментаторов матча, где Стив Дэвис сделал первый в истории максимальный брейк.
- Интересно, что Дэвид Тейлор — единственный снукерист, который забил все шары в финальном раунде игрового телешоу Big Break.

## Достижения в карьере
- Чемпионат мира полуфиналист — 1980
- Кубок Наций победитель в составе команды Англии — 1981
- British Open финалист — 1981
- Чемпионат Великобритании финалист — 1978
- Jameson International финалист — 1982